# ماه سیاه (فیلم ۱۹۳۴)
ماه سیاه (انگلیسی: Black Moon) فیلمی در ژانر ترسناک است که در سال ۱۹۳۴ منتشر شد. از بازیگران آن می‌توان به جک هولت و فی ری اشاره کرد.